# トーマス・デッカー
トーマス・デッカー (Thomas Dekker、1987年12月28日 - ) は、アメリカ合衆国の俳優、ミュージシャン。

## 略歴

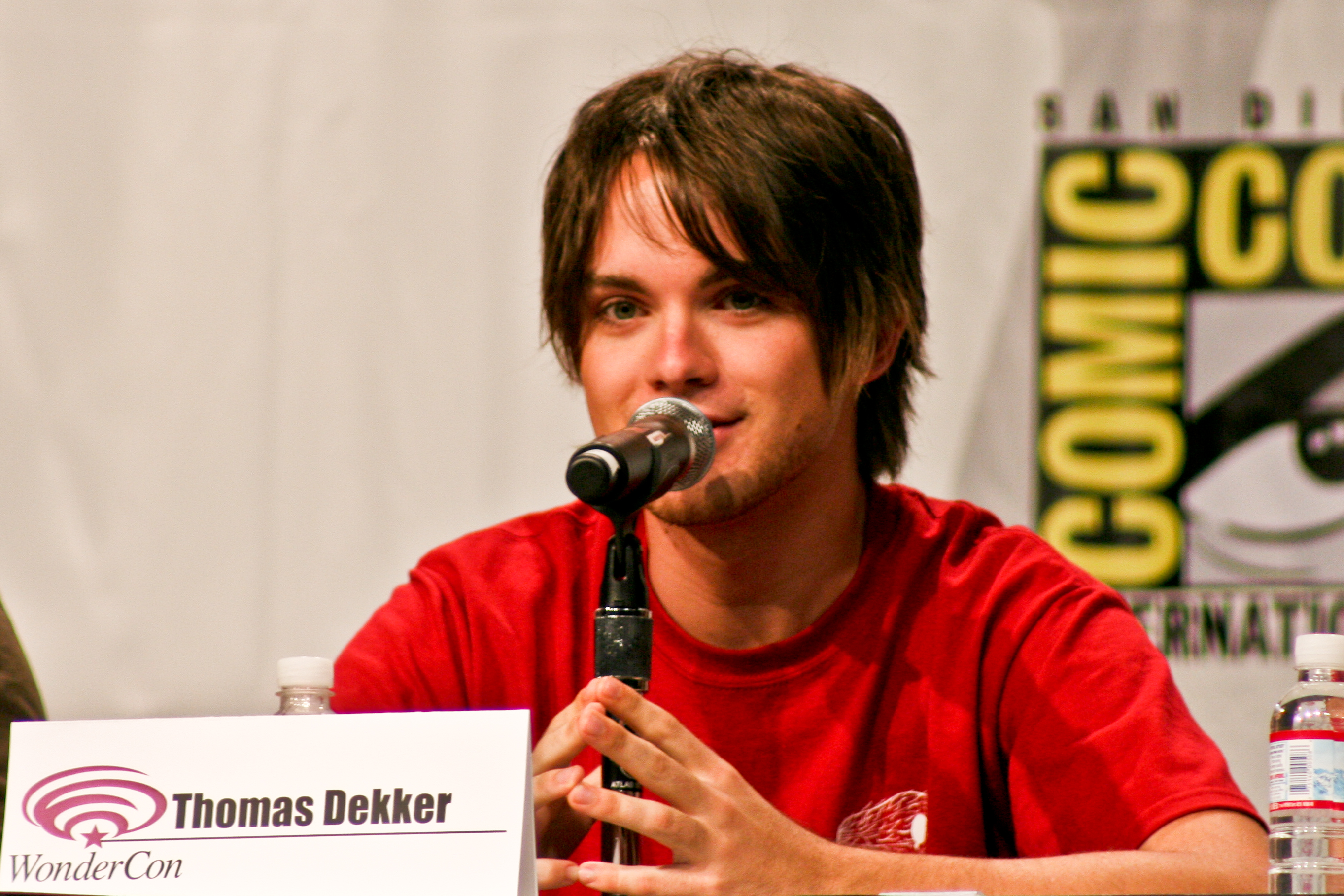
2008年

ネヴァダ州ラスベガス出身。父はオランダ人のデザイナーで母はイギリス（ウェールズ）人のピアニスト。アメリカで生まれたが、幼少時代はイギリスのヨークシャー、カナダなどでも暮らした。6歳の時からテレビに出演するようになる。『光る眼』では邪悪な子供達の仲間でありながら唯一ただしい心を持った少年デイビッドを演じた。

## 主な出演作品

### 映画
- スタートレック ジェネレーションズ Star Trek Generations  (1994)
- 光る眼 Village of the Damned (1995)
- 私の中のあなた My Sister's Keeper (2009)
- エルム街の悪夢 A Nightmare on Elm Street (2010)
- カブーン! Kaboom (2010)
- インサイド・ミーPlush (2012)
- スコッターズ　不法占拠者 Squatters (2013)
- ミス・リベンジ Miss Bala (2019)

### テレビ
- HEROES Heroes (2006-2007)
- Dr.HOUSE House (2006) シーズン2(第19話)
- ターミネーター:サラ・コナー クロニクルズ Terminator: The Sarah Connor Chronicles (2008-2009) レギュラー
- シークレット・サークル THE SECRET CIRCLE (2011～2012)アダム
- スタートレック:ピカード Star Trek: Picard (2023)